# Радужная (станция метро)
«Ра́дужная» (укр. «Ра́йдужна») — проектируемая подземная станция первой очереди Подольско-Вигуровской линии Киевского метрополитена. Согласно проекту, будет расположена на территории нынешних Русановских садов, на левом берегу Днепра. По последним данным, станция будет находиться ближе к ж/д линии. По конструкции планируется односводчатой, мелкого заложения.
Ранее со станции планировался переход на станцию «Огородная» Левобережной линии, но по проекту 2007 года от этого варианта отказались в пользу маршрутного движения. Теперь планируется, что после «Радужной» поезда пойдут на Троещину через бульвар Перова по проспекту Маяковского до ул. Милославской.
По состоянию на середину 2025 года был решен вопрос отселения владельцев земельных участков Русановских садов, где запланировано строительство станции. Открытие планируется после 2027 года, в составе первой очереди Подольско-Вигуровской линии — Подольская — Радужная.
Начало строительства запланировано после 2025 года.